# Bruce Massey
Bruce Anthony Massey jr. (Germantown, 2 settembre 1990) è un cestista statunitense.